# 俠盜獵車手：罪惡城市傳奇
《俠盜獵車手：罪惡都市傳奇》是俠盜獵車手系列其中一個外傳故事。在2006年10月31日在美國，2006年11月3日於歐洲及2006年11月10日在澳洲銷售。製作人員為 Take-Two Interactive 於 Rockstar Games、Rockstar North 及 Rockstar Leeds。《俠盜獵車手：罪惡都市傳奇》是繼《自由城故事》之後的作品，也是3D時代最後一款GTA遊戲。

## 故事背景
故事是發生在罪惡都市，遊戲時間設定為1984年邁阿密，故事發生地點與俠盜獵車手：罪惡都市相同。主角维克托·万斯（Victor Vance）一開始加入陸軍，在軍營長官傑瑞·馬丁内斯（Jerry Martinez）的要求接送妓女返回軍營，結果被趕出軍營。後來為軍官的助手菲尔·卡西迪（Phil Cassidy）工作。之後結識不少黑社會人物。最後建立起自己的犯罪帝國，包括收保護費、搶劫、偷車、製毒和走私。

## 人物
- 维克托·萬斯：遊戲主角，是万斯家族（Vance Crime Family）領袖及建立者。一開始為維克托他和弟弟兰斯從多明尼加搬來罪惡都市的生活便加入陸軍，在軍營長官傑瑞的要求带妓女返回軍營，結果被退訓而趕出軍營。後來為軍官的的助手工作。之後結識不少黑社會人物。最後建立起犯罪帝國。在可以为弟弟皮特（Pete）治病後暫時離開了罪惡都市。1986年帶著弟弟蘭斯和弗雷利家族的代表湯米·維賽迪交易毒品。中了迪亞茲的埋伏死亡。

- 蘭斯·萬斯：維克托的弟弟。同為万斯家族的高層。他協助維克托打擊罪惡城內的黑幫，有點勢利眼和小氣，经常给维克托捅娄子。在1986年跟著哥哥維克托和弗雷利家族的代表湯米·維賽迪交易毒品，但中了埋伏，哥哥中槍身亡，貨物被搶。後聯繫上湯米在哥哥原上司迪亞茲下面工作，後和湯米翻臉殺死了迪亞茲並奪取其資產。後來因為自己得不到湯米的重視和湯米翻了臉倒向弗雷利家族的教父桑尼。後被湯米殺死。

- 傑瑞·馬丁内斯 中士（Sgt. Jerry Martinez）：維特在軍營裡的上司。在维克托被趕出軍營後便經常與他作對。是名「反英雄」。，私底下常走私毒品。曾多次計劃殺死維克托和他弟弟蘭斯。(但其實是緝毒組的臥底)最後在主線任務「Last Stand（最后一击）」和迪亚戈（Diego）一起被维克托殺死。

- 菲尔·卡西迪：常出現在俠盜獵車手系列的軍火商，為軍官傑瑞·馬丁内斯的助手，是一名酒鬼。维克托被趕出軍營後，他一直在幫助维克托。

- 翁贝托·罗宾那（Umberto Robina）：古巴幫  的領導人。他和维克托聯手打擊

- 门德斯兄弟（迭戈和阿曼多）（Armando & Diego Mendez）：為 门德斯聯盟（Mendez）的頭目，原與维克托家族結盟，後在任务Burning Bridges后决裂。後來兄弟皆被维克托相繼殺掉。他們在下城區（Downtown）有一橦辦公室，並在 蝦島（Prawn Island）有三棟豪宅。在 1986 年前被拆卸重建。

- 玛丽•乔-卡西迪（Mary Jo-Cassidy）：是马蒂的亲戚，在任务Divorce中，玛丽说马蒂要让路易丝裸奔，所以让维克托去杀死马蒂。

- 馬蒂·威廉姆斯（Marty Jay Williams）：為拖車屋場黑手黨（Trailer Park Mafia）領導人。他們曾和  發生槍戰，接管了部份 Cholo（查罗）的地盤。後來因禁錮其妻子路易丝（Louise），被维克托殺死。而拖車屋黑手黨成为万斯犯罪家族的根基。

- 里卡多·迪亚兹（Ricardo Diaz）:迪亚兹家族領導。來自哥倫比亞的大毒梟，在海星島（Starfish Island）擁有一棟豪華別墅。後被湯米和蘭斯殺死及奪取其資產。

- 菲尔·柯林斯（Phil Collins）:真有其人的英國歌手，曾在任務「In The Air Tonight（今晚夜空中）」中開演唱會，维克托需要保证他的安全。原型為菲爾·柯林斯。

- 路易絲·卡西迪·威廉姆斯（Louise Cassidy Williams）：馬蒂·威廉姆斯的妻子，和维克托互相喜歡而被其丈夫得知遭禁錮。被維克托救出，在任务【Light My Pyre（玩火者必自焚）】中身受重伤而死。

- 瑞尼·烏索昧爾（Reni Wassulmaier）：蝦島（Prawn Island）的Interglobal製片廠導演，是一名變性人。

- 冈萨雷斯（Gonzalez）：科特兹幫領袖Colonel的左右手。原與万斯犯罪家族結盟，後因在一主線任務中，维克托被指責沒有保護好用來交換的毒品而使盟約破裂。而冈萨雷斯本人在任務「Farewell To Arms」由維克托護送他到機場，1986年背叛了科斯特上校而被汤米杀死。

- 布萊恩·福布斯（Bryan Forbes）：罪惡城警政署緝毒組（DEA）成員。但他曾和维克托兄弟以交換毒品的方式來換取金錢，但他因身分被维克托兄弟揭發而在一任務「The Bum Deal」中被殺。

- 巴利·米奇維特（Barry Mickelthwaite）:菲尔·柯林斯的經紀人。

- 胡安•加西亚•科尔特上校（Colonel Juan García Cortez）:科特兹幫領袖，在侠盗猎车手：罪恶都市中出现，冈萨雷斯的上司。從未出現過。只在任務中被主角弟弟提及。

- 阿爾贝托·罗宾那（Alberto Robina）:古巴幫領袖翁贝托·罗宾那的父親，有心臟病。他於1986年在罪惡都市西島開設一家咖啡店。维克托在任務【Papi Don't Screech （听爸爸的话）】當中須去體育館接送他，并躲避喬克帮（Cholo）的袭击。

## 批評

### 大量程式錯誤
有批評指出 Rockstar Games 沒有完全地測試遊戲，而使此遊戲有太多並且明顯错误，使很多功能也不正常。比較著名的是車房有時無法儲存車輛（Garages eat cars Glitch，又稱「吞車」）、在  橋底會間中出現倒轉的車輛，稱為蜘蛛車错误（Spider Car Glitch），源於蜘蛛俠一詞。